# Hormizd II
Pour les articles homonymes, voir Hormizd.
Hormizd II est un empereur sassanide ayant régné de 302 à 309.

## Biographie
Fils de Narseh, selon Agathias, la durée de son règne est exactement la même que celle de celui de son père. Il a laissé la réputation pendant son court règne d'un prince juste et doux.
Les Sassanides étant incapables de s'opposer à la restauration de l'Empire kouchan, Hormizd II avait épousé une fille du roi de Begram, lequel profite de la minorité de Shapur II pour reprendre Merv et le Seistan. Hormizd II est finalement battu et tué par les Arabes de la tribu des Ghassanides selon Tabari et sa succession ouvre la voie aux luttes internes.

## Descendance
Il épouse une fille du roi l'Empire kouchan du Gandhara, dont :
- Adhur-Narseh, empereur de Perse ;
- un fils anonyme, qui est mis en prison et exécuté par les nobles favorables à Shapur II ;
- Hormizd, qui se réfugie à Constantinople.
- (?) Vahram Ier Kushanshah,

Le roi épouse aussi Ifra-hormazd, dont :
- Ardachîr II, empereur de Perse ;
- Shapur II, fils posthume et empereur de Perse.

Hormizd a enfin deux autres fils avec une autre épouse ou une concubine :
- Adurfrazgird ;
- Zamasp.

Le roi serait également le père de deux filles :
- Hormizddouḵht, épouse de Vahan Mamikonian dit l'« Apostat »[6],[7] ;
- Asaï, épouse d'Ourhnayr, roi d'Albanie du Caucase vers 370[8].